# Chandapur, Bhalki
Chandapur là một làng thuộc tehsil Bhalki, huyện Bidar, bang Karnataka, Ấn Độ.